# 第二次波洛茨克之战
第二次波洛茨克之战（法语：Seconde bataille de Polotsk）发生于1812年10月18日至20日。此役属于俄法战争的一部分。在这次遭遇战中，彼得·维特根斯泰因将军指挥的俄罗斯军队袭击并击败了洛朗·古维翁·圣西尔麾下的法国-巴伐利亚军队。在这次战斗胜利之后，俄罗斯人占领了波洛茨克并瓦解了拿破仑在白俄罗斯的军事行动。维特根斯泰因的胜利为11月的别列津纳河战役奠定了基础。

## 背景
在向莫斯科推进时，拿破仑在波洛茨克留下了一支由法国和德国军队组成的留守特遣队，以守卫法军的北翼并对抗维特根斯泰因将军的俄罗斯军队。位于波洛茨克的法军防御堡垒由圣西尔和乌迪诺交替指挥，该堡垒位于约波兰边境以东约320公里，斯摩棱斯克西北约240公里。由于数个因素，此地对拿破仑极为重要。
首先，通过在波洛茨克建立稳固的战线，拿破仑可以牵制维特根斯泰因的俄军部队。阻止维特根斯泰因向南进军对法军的作战至关重要，因为俄罗斯人的这种推进将导致深入俄国腹地的拿破仑大军在莫斯科附近与俄军主力交战时受到来自后方的攻击。这样的事态发展将切断法军与欧洲的联系，并使法军有被俄军包围的危险。
此外，法军在波洛茨克的位置很重要，因为守卫该地有助于保护维捷布斯克，这是拿破仑在俄罗斯帝国西部（现在的白俄罗斯）建立的三个大型补给场所之一。这三个补给站的另外两个是明斯克和斯摩棱斯克，两地都将在冬季为拿破仑的军队提供补给，以预备进一步作战。
1812年的整个夏季和初秋，俄罗斯军队和法国军队在波洛茨克对峙，这意味着圣西尔的军队正在完成他们守住防线的目标。第一次波洛茨克战役发生于该年8月，由于此役限制了维特根斯泰因的军队，因此拿破仑认为此役是成功的。
然而，到10月中旬，波洛茨克的战略力量平衡发生了巨大变化。维特根斯泰因的部队得到了极大的加强，现在在数量上超过了其所面对的法军部队。维特根斯泰因此时指挥着近50,000名士兵。这支部队由位于波洛茨克的31,000名正规军和9,000名民兵组成，第二支由斯泰因海尔将军指挥的9,000名俄军士兵在波洛茨克的后方和侧翼作战。圣西尔麾下面对这些俄罗斯军队的法军不超过23,000到27,000人。10月18日，维特根斯泰因向法军的防线发起进攻。

## 战斗
在战斗的第一天，俄军连续七次对波洛茨克发起正面攻击，而斯泰因海尔的部队开始向法军后方推进。波洛茨克的战斗激烈而血腥，俄军损失约8,000至12,000人，法军伤亡约8,000人。当天结束时，俄军发起的七次袭击全部被击退。圣西尔可以声称在这场激烈的战斗中赢得了第一轮的胜利，但事情还没有结束。维特根斯泰因计划在施泰因海尔的部队抵达后重新发动进攻，与此同时俄军对波洛茨克进行了猛烈的炮击，不久该镇的大部分地区就被大火吞噬。
次日晚些时候，即10月19日，斯泰因海尔的部队离波洛茨克仅6公里。圣西尔意识到被包围的危险。那天晚上，法军意识到阵地无法继续坚守并开始撤离波洛茨克。随着俄罗斯人发动最后一次进攻，该镇发生了激烈的巷战。
圣西尔果断采取行动以确保麾下部队向南撤退的路线，圣西尔命令他麾下的巴伐利亚部队在第二天早些时候，即10月20日将斯泰因海尔击退。巴伐利亚人出色地完成了这项任务，斯泰因海尔被迫撤退，伤亡惨重。法军因此从俄罗斯人的包围中拯救了自己，但波洛茨克之战整体来说仍然失败了。
经过三天的战斗，圣西尔的部队已被缩减到不超过15,000名疲惫的士兵，并在维特根斯泰因的38,000名俄罗斯士兵面前全面撤退。两周后，维特根斯泰因的军队占领了维捷布斯克的法军补给站，给拿破仑迅速瓦解的入侵计划造成了后勤灾难。由于法军的北部防线被打破，拿破仑入侵俄国的后果极不乐观。

## 引注
1. 1 2 3 4 5 6  Riehn 1990，第312-317頁.
2. 1 2 3 4  Riehn 1990，第275-282頁.

## 延伸阅读

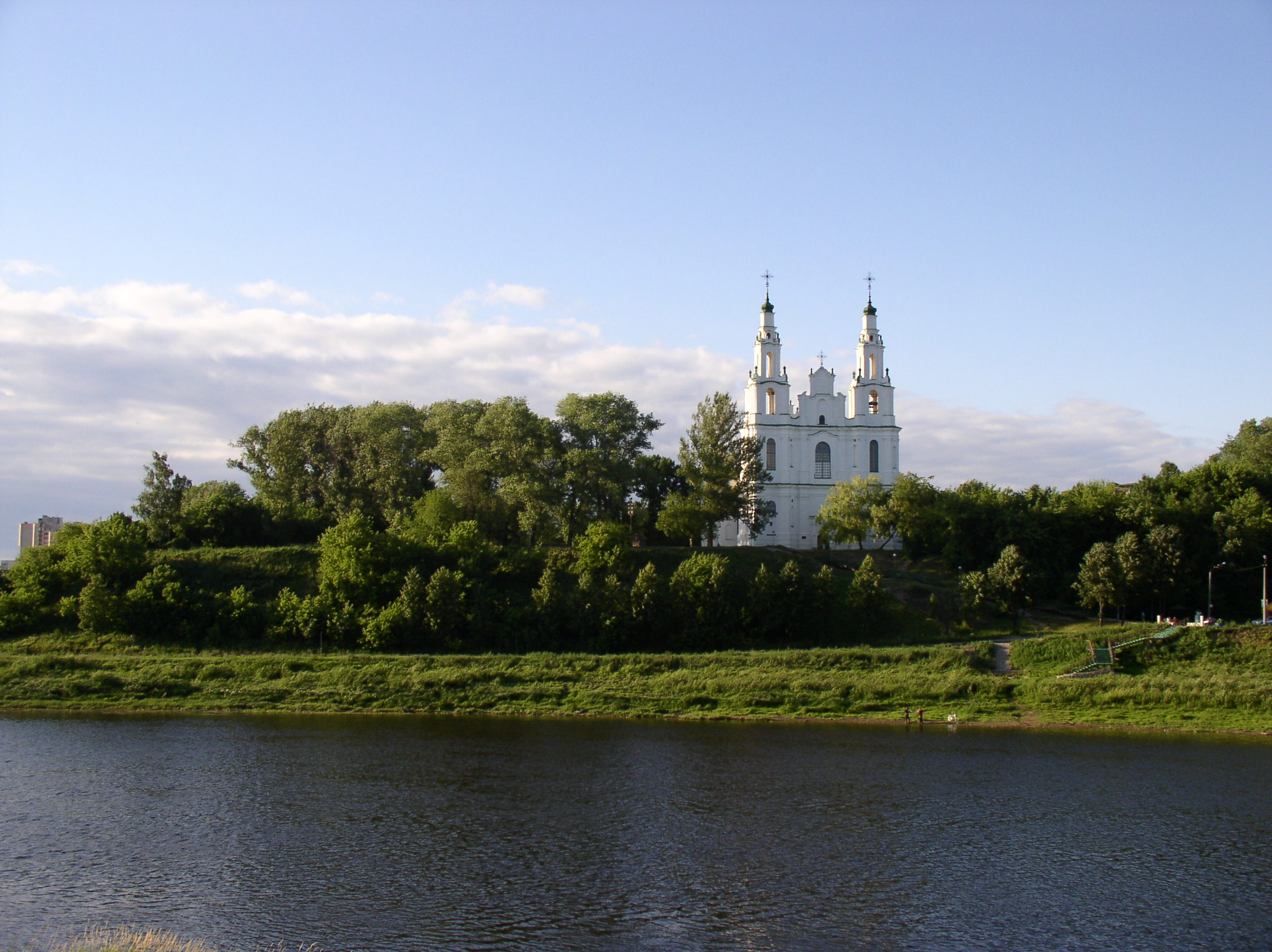
波洛茨克的德维纳河

- Cate, Curtis. . 1985.
- Chandler, David. . 1966.
- Smith, Digby. . 2004.
- Zamoyski, Adam. . 1980.